# زحافة زحافية
الزحافة الزحافية (باللاتينية: Crupina intermedia) نوع نباتي يتبع جنس الزحافة من الفصيلة النجمية.

## البيئة والانتشار
موطنه بلاد الشام ومصر والمغرب العربي وحوض البحر الأبيض المتوسط والقوقاز.

## مرادفات للاسم العلمي
- (باللاتينية: Centaurea crupinastrum Moris)
- (باللاتينية:   							                                                          							 								                             	Crupina morisii Boreau, nom. illeg.)
- (باللاتينية:   							                                                          							 								                             	Crupina vulgaris subsp. crupinastrum (Moris) Arcang.)
- (باللاتينية: Crupina matae P. Palau)